# Габалинский музыкальный фестиваль
Габалинский музыкальный фестиваль (азерб. Qəbələ Musiqi Festivalı) — ежегодный фестиваль классической музыки, а также джаза и мугама. С 2009 года проводится каждое лето в азербайджанском городе Габала. 
Выступления музыкантов проходят под открытом небом и в камерных концертных залах Габалы. В фестивале принимают участие оркестры и исполнители из разных стран мира. Каждые два года в рамках фестиваля проходит международный фортепианный конкурс.
Фестиваль проводится по инициативе Фонда Гейдара Алиева, при поддержке Министерства культуры и туризма Азербайджана.

## История

### II фестиваль
В 2010 году фестиваль открыла первая леди Азербайджана Мехрибан Алиева. Как и в 2009 году, фестиваль начался с исполнения увертюры из оперы «Кёроглы» У. Гаджибекова. Фестиваль проводился с участием Лондонского королевского филармонического оркестра Великобритании. Также в фестивале приняли Юрий Башмет, Хлоя Ханслип, пианист Борис Березовский, другие азербайджанские и зарубежные музыканты.

### III фестиваль
Фестиваль проведён с 15 июля по 5 августа 2011 года. Наряду с известными исполнителями, ранее выступавшими на площадках фестиваля, приняли участие впервые приглашенные звезды Денис Мацуев, Шломо Минц, Сергей Лейферкус, Алена Баева в сопровождении Государственного симфонического оркестра «Новая Россия».

### IV фестиваль
Четвёртый по счёту фестиваль прошёл с 22 июля по 5 августа 2012 года, объединив 350 музыкантов из 10 стран. Фестиваль открыл Государственный симфонический оркестр имени Узеира Гаджибекова, продолжил Лондонский Королевский Филармонический оркестр под руководством Шарля Дютуа, квартет словенской филармонии «Тартини», Юрий Башмет, Борис Березовский, Дмитрий Яблонский, Фархад Бадалбейли, Мурад Адыгёзалзаде. Отмечены юбилеи Муслима Магомаева, Фикрета Амирова и Ниязи. Представлена премьера музыкального произведения Александра Чайковского «Реквием Ходжалы».

### V фестиваль
Пятый фестиваль прошёл с 24 июля по 6 августа 2013 года. В нём приняли участие музыканты и музыкальные коллективы из 11 стран, в том числе Иерусалимский симфонический оркестр, Государственный симфонический оркестр «Новая Россия», Азербайджанский государственный симфонический оркестр, кубинская джаз-группа «Septeto Santiaguero», солисты Оксана Яблонская, Идиль Бирет, Вадим Репин, Сергей Лейферкус, Фархад Бадалбейли, Дмитрий Яблонский. Был организован вечер камерной музыки памяти Сергея Рахманинова.

### VI фестиваль
В 2014 году на фестивале, прошедшем c 23 июля по 1 августа, кроме ставших традиционными для него коллективов, выступили Йоханнесбургский симфонический оркестр, Венский ансамбль камерной музыки, представители США, Украины, России, Испании, Израиля, Азербайджана, в том числе певица Мира Авад.

### VII фестиваль
С 25 по 31 июля 2015 года прошёл VII Международный музыкальный фестиваль. В нём приняли участие музыканты, художественные коллективы, солисты, дирижёры из 12 стран. В их числе итальянский симфонический оркестр, камерный оркестр «Виртуозы Москвы», «Flamenko» (Австрия), «Dubrovnik Guitar Trio», Андрей Гаврилов, Оксана Яблонская, Джанкарло Пазолини, Жанна Ганделман, Александр Рождественски, Джереми Менухин,  Поль Мейер, Александр Гиндир, Тарас Ягопуд.

### VIII фестиваль
8-й фестиваль проведён с 30 июля по 5 августа 2016 года. В фестивале приняли участие музыканты, солисты, дирижёры из Азербайджана, Австрии, Болгарии, России, Турции, Украины, США, Италии, Франции, Испании, Израиля, Литвы и Кубы. Фестиваль проводился с участием Венского академического оркестра, фольклорного квартета Греции, Кубинского ансамбля «Молодые классики», представителей Национального камерного ансамбля «Киевские виртуозы», азербайджанских ханенде Гюллю Мурадовой, Илькина Ахмедова, а также Сахиба Асадуллаева (кеманча), Эмина Джабраилова (нагара), Али Алимамедова (балабан), Чинары Гейдаровой (канон).

### IX фестиваль
В 2017 году на IX Габалинском международном музыкальном фестивале, прошедшем с 29 июля по 3 августа приняли участие представители из России, Израиля, США, Италии, Литвы, Словении. Среди участников фестиваля такие Фархад Бадалбейли, Мурад Адыгезалзаде, Азер Рзазаде, Исфар Сарабский. В числе зарубежных участников — Жанна Гандельман (Израиль), Михаэль Сладкин (США), Дмитрий Яблонский (США), Джанлуиджи Сартори (Италия), Мойка Злобко Вайгл (Словения), Номеда Казлаус (Литва). В дни фестиваля состоялись концерты Азербайджанского государственного симфонического оркестра, Симфонического оркестра Азербайджанского государственного академического театра оперы и балета, Камерного оркестра «Baku Chamber Orchestra» Бакинской музыкальной академии (БМА), Студенческого симфонического оркестра БМА, Камерного оркестра «Femusa», квартета кларнетистов «Clarte», квартета «Furioso».

### X фестиваль
Х фестиваль начался 30 июля 2018 года и продолжался до 7 августа.  В фестивале приняли участие музыканты из России, Израиля, США, Швейцарии, Австрии, Кубы, Венгрии, Турции, Испании, Италии, Грузии, Азербайджана. Фестиваль был посвящён 100-летию со дня рождения композитора Кара Караева. В рамках фестиваля исполнялись произведения композитора. 

### XI фестиваль
XI фестиваль начался 31 июля и продолжался до 5 августа 2019 года при участии музыкантов, а также симфонических и камерных оркестров из России, Израиля, США, Италии, Швейцарии, Украины, Узбекистана, Литвы, Китая и Турции, а также музыкальных коллективов Азербайджана. 2 августа в рамках фестиваля состоялся концерт «Оксана Яблонская и друзья», посвящённый 80-летию всемирно известной пианистки Оксаны Яблонской.

### XII фестиваль
В 2020 году, по причине глобальной пандемии COVID-19, фестиваль не проводился. XII фестиваль был проведён с 31 августа по 4 сентября 2021 года при участии лишь азербайджанских музыкальных коллективов, в том числе Азербайджанского государственного симфонического оркестра, Бакинского камерного оркестра и Отдельного образцового военного оркестра. Фестиваль был приурочен к 100-летию Бакинской музыкальной академии.

### XIII фестиваль
В XIII фестивале, проведённом с 27 июля по 2 августа 2023 года, приняли участие исполнители, дирижёры и музыкальные коллективы из Азербайджана, Великобритании, Эстонии, Литвы, Польши, России и Турции, в том числе Бакинский камерный оркестр, Литовский камерный оркестр, солисты Аваз Абдуллаев, Динара Алиева, Юсиф Эйвазов, пианист Михаил Лидский, дирижёр Дмитрий Ситковецкий, скрипач Мариуш Патыра, народные артисты Азербайджана, пианисты Фархад Бадалбейли, Мурад Адыгезалзаде, Ульвия Гаджибекова, Егяна Ахундова. Особыми программами были отмечены юбилеи ряда композиторов, а также 95-летие пианистки Беллы Давидович. Проведены концерт молодых исполнителей и мастер-классы.

### XIV фестиваль
Фестиваль проводится с 24 по 29 июля 2025 года. Посвящён 140-летию Узеира Гаджибейли. В фестивале принимают участие музыканты, дирижёры и музыкальные коллективы из Латинской Америки, Литвы и Грузии. На фестивале будут представлены классическая музыка, мугам, джаз, опера.
24 июля на открытой сцене «Qafqaz Resort» состоялось открытие и специальный концерт, посвящённый Узеиру Гаджибейли. В концерте приняли участие Азербайджанский государственный оркестр народных инструментов, Хоровая группа заслуженного коллектива Азербайджанского государственного ансамбля песни и танца имени Фикрета Амирова.
26 июля в Центре Гейдара Алиева проведён концерт Назакет Теймуровой с участием Бакинского камерного оркестра.
27 июля на открытой сцене в отеле «Qafqaz Resort» проведён концерт ансамбля «Tbilisi Big Band» (Грузия). 
Также 27 июля в Конгресс-центре им. Г. Алиева проведён концерт, посвященный 140-летию Узеира Гаджибейли. Выступили Ульвия Гаджибейли (фортепиано) и Гюльназ Исмаилова (сопрано).
28 июля пройдёт вечер камерной музыки и концерт Азербайджанского государственного симфонического оркестра имени У. Гаджибейли.
На фестивале будут отмечены 100-летие и 90-летие Рауфа Атакишиева и Васифа Адыгезалова.
Планируется выступление группы «Mercadonegro» (Латинская Америка), квартета «Čiurlionis» (Литва), участников проекта «Поддержка молодежи», Азербайджанского государственного камерного оркестра имени Кара Караева, ансамбля виолончелистов «Detache-Sabah».